# Pont tournant des Tuileries
Le pont tournant des Tuileries est un pont qui permettait, au XVIIIe et début XIXe siècle, de passer du jardin des Tuileries à la place Louis XV en franchissant le fossé qui se trouvait entre les deux espaces.

## Historique
Le jardin des Tuileries a été créé à l'intérieur de l'enceinte de Louis XIII devant le palais des Tuileries qui lui a donné son nom.
Vers 1700, des ouvertures ont été pratiquées dans l'enceinte devenue inutile. Mais les fossés devant l'enceinte sont alors conservés.
Le pont tournant permettait de franchir le fossé, à l'ouest du jardin, pour gagner la place Louis XV, tout en se refermant le soir pour que le jardin des Tuileries soit fermé la nuit,.
Il a été conçu en 1716 par le frère augustin Nicolas Bourgeois,, et déconstruit en 1817.
Le pont tournant figure sur les plans de l'époque, et notamment ceux de l'abbé Jean Delagrive (1728) et de Turgot (1734-1739).

### La journée du 12 juillet 1789
Le 11 juillet 1789, le renvoi par le roi du premier ministre Necker provoque le mécontentement des Parisiens qui manifestent.
Le 12 juillet, le prince de Lambesc, à la tête du Régiment de cavalerie du Royal-Allemand, reçoit l'ordre de dégager la place Louis XV et le jardin des Tuileries. Lambesc entre dans le jardin des Tuileries par le pont tournant. Il en résulte des violences des deux côtés qui font l'objet de débats. 
Le prince passera devant le tribunal du Châtelet qui jugera que c'est la foule qui a commencé les violences et l'acquittera.

## Description
De chaque côté du fossé, deux demi-lunes avaient été construites pour diminuer la largeur du fossé et le pont tournant reliait ces deux demi-lunes. Le pont se composait de deux demi-passerelles accolées, avec une rambarde extérieure sur chacune. En position ouverte, elles permettaient le passage. Elles se refermaient en pivotant d'un quart de tour jusqu'à se plaquer contre le jardin des Tuileries pour le fermer la nuit.

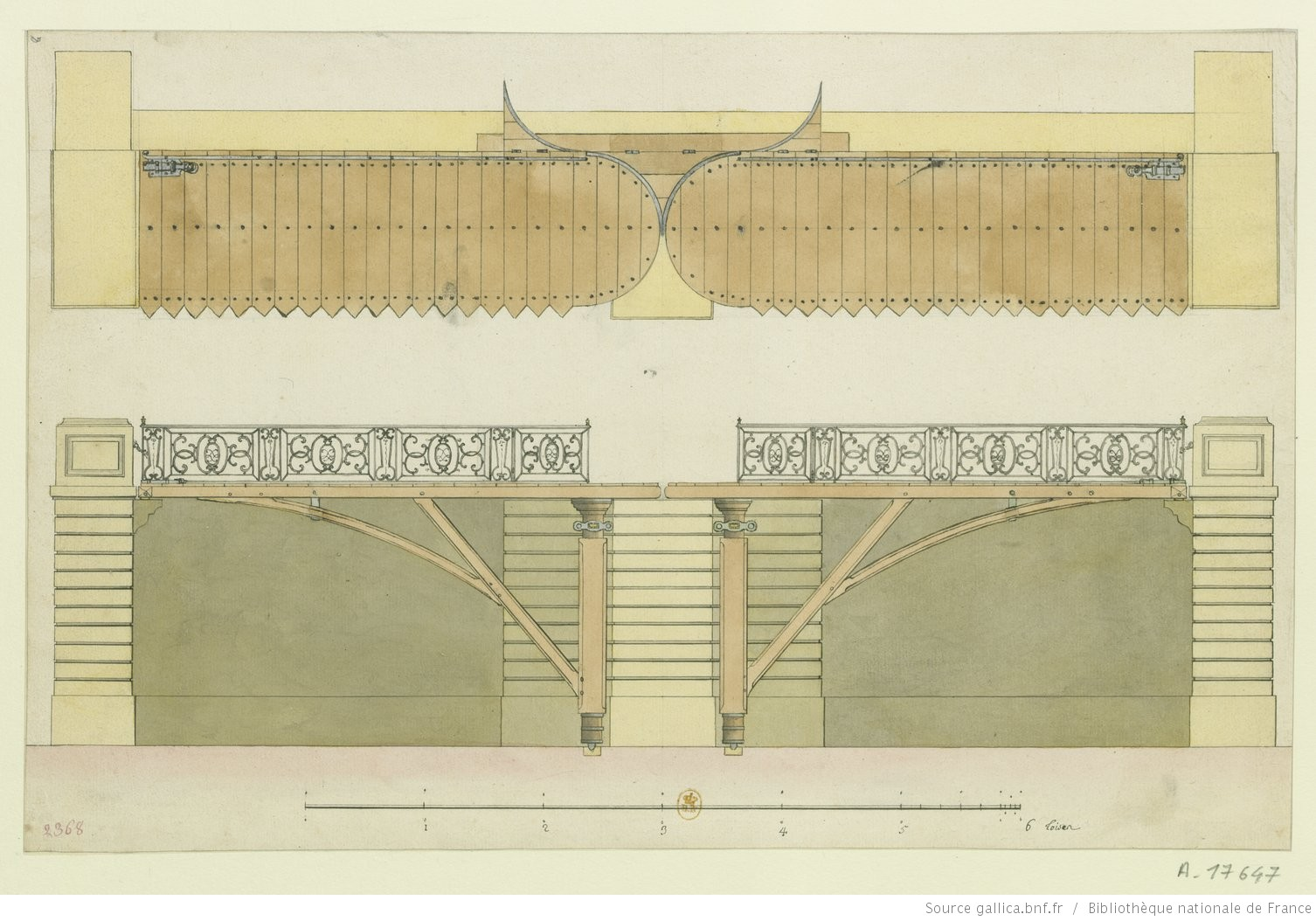
Plan et profil du pont-tournant
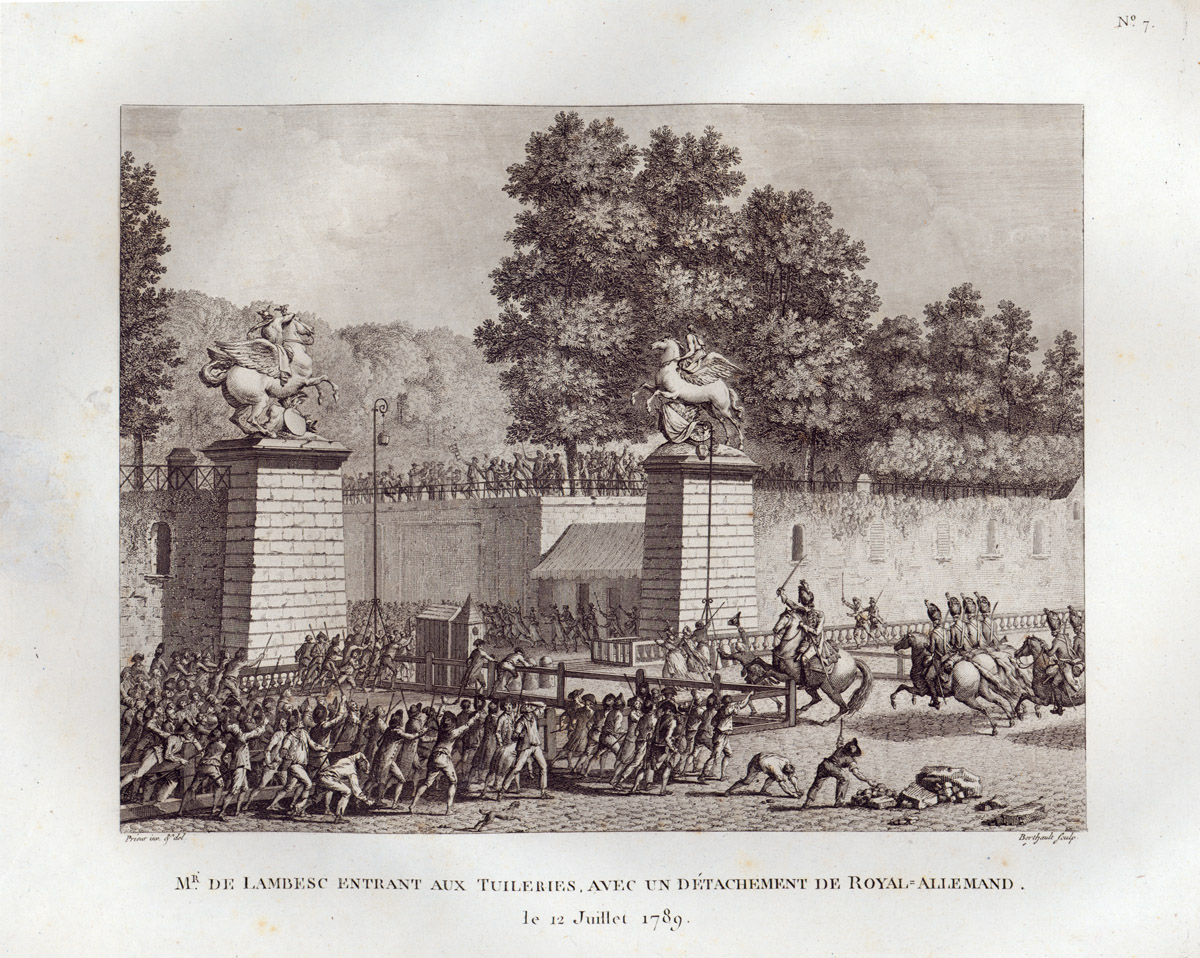
Lambesc entrant aux Tuileries par le pont tournant.

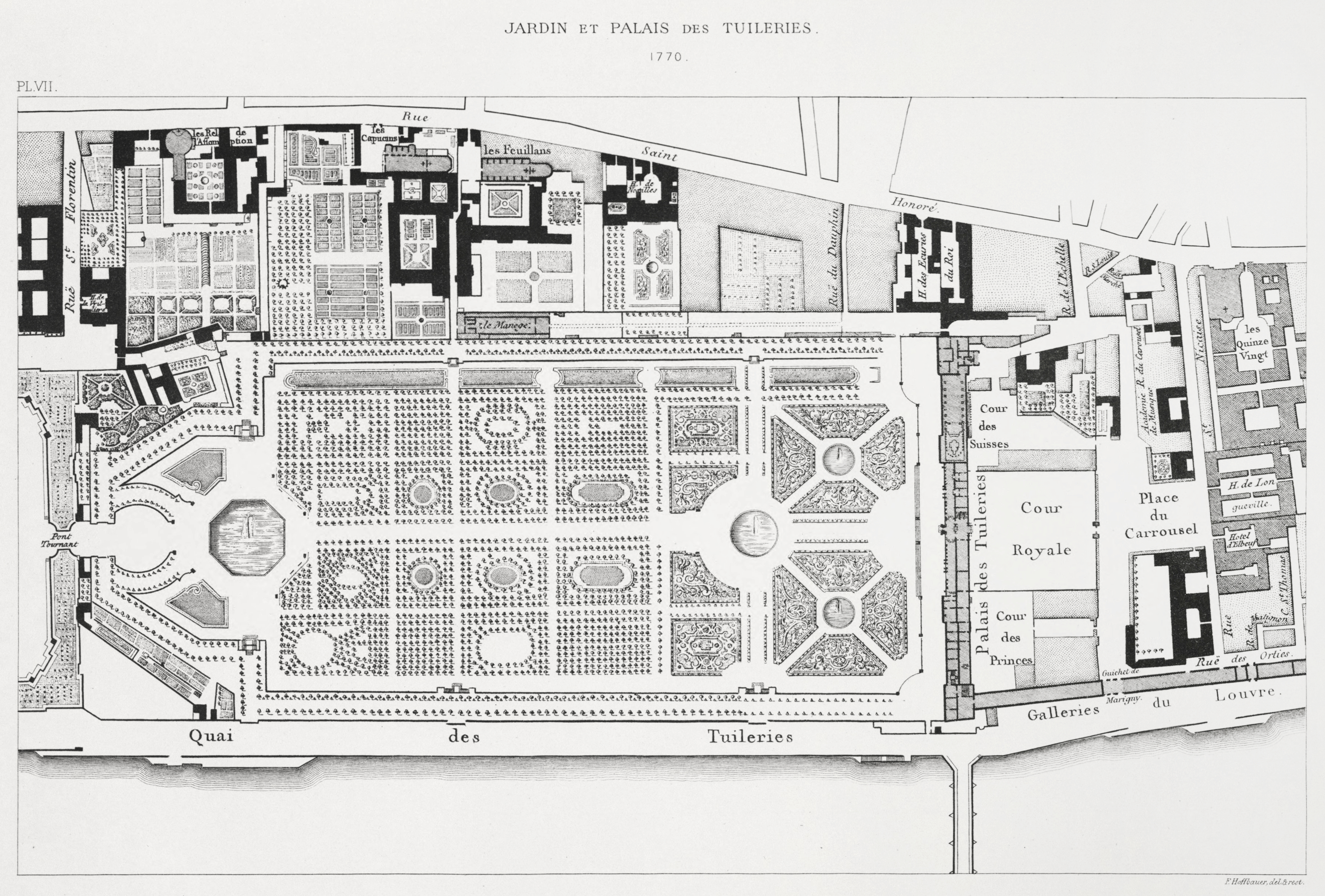
Plan du jardin des Tuileries de 1770 ; le pont tournant est sur la gauche.